# Hellenic Bank
Hellenic Bank Public Company Ltd (en griego: Ελληνική Τράπεζα Δημόσια Εταιρία Λτδ) (CSE: HB) es el tercer mayor banco en la isla de Chipre con el 10% del mercado de depósitos y el 6,2% del mercado de préstamos, a septiembre de 2012. Con una capitalización de mercado de 100 millones es a marzo de 2013 el tercer mayor banco chipriota. Sus acciones cotizan en la bolsa de Chipre.
El banco fue fundado en 1975 y en 1996 compró las operaciones locales de Barclays Bank. Un importante accionista (29%) es la Iglesia Ortodoxa Chipriota. La Iglesia de Chipre aumentó su participación en el Hellenic Bank a través de una importante operación en bloque en la bolsa de Chipre el 10 de octubre de 2007. Específicamente, Athena Cyprus Investments, que había sido adquirida con éxito previamente ese año por Hellenic Bank vendió 2,8 millones de acciones de HB a €5,40 totalizando €15,3 millones.
En enero de 2011 Hellenic Bank empezó a operar en Rusia. El banco también tiene oficinas de representación en Kiev, St. Petersburgo, Moscú y Sudáfrica.

## Hitos del Grupo
- 1976: El banco empieza a operar con una sucursal en Nicosia y 33 empleados.

- 1985: La subsidiaria de la compañía, Hellenic Bank (Finance) Ltd, es establecida, proporcionando financiación de activos.

- 1986: La subsidiaria, Hellenic Bank (Investments) Ltd, es establecida, prestando servicios de inversión.

- 1988: Se introduce el servicio de telebanca en Chipre, permitiendo un método innovador de información electrónica y gestión de dinero desde un ordenador personal.

- 1990: Se funda el Departamento de Servicios de Seguros, representando un número de compañías aseguradoras con una amplia selección de productos de seguros. El primero de su tipo, International Business Centre, es fundado en Limassol.

- 1991: Se establece una red de cajeros automáticos (ATM), proporcionando servicio 24 horas.

- 1994: La Asociación de Marketing de Banca (Bank Marketing Association) de EE. UU., una subsidiaria de la Asociación de Banqueros Americanos (American Bankers Association), otorga tres premios al Grupo.

- 1996: El Grupo dinámicamente expande sus operaciones mediante la adquisición de las operaciones onshore de Barclays Bank PLC en Chipre. Hellenic Bank (Investments) Ltd actúa como supervisor para la fundación y oferta pública de una nueva sociedad limitada, 'Athena Cyprus Investment Fund Ltd'. La compañía es establecida como un fondo de inversión aprobado cerrado. El Grupo crea su propia web en internet.

- 1997: El International Business Centre de Limassol adquiere el certificado internacional ISO 9002 de servicio de calidad - el único centro de su tipo en Chipre en conseguirlo. Hellenic Bank (Investments) Ltd forma una alianza de negocio con Merrill Lynch International.

- 1998: Hellenic Bank abre su primera sucursal en Grecia en el centro de Atenas. Hellenic abre oficinas de representación en Sandton, Sudáfrica, y Moscú.

- 1999: Adquisición de las compañías de seguros Ledra y Pancyprian por el Grupo Hellenic Bank. Creación de la subsidiaria Hellenic Bank (Factors) Ltd.

- 2000: Creación de Hellenic Alico Life Insurance Company Ltd para la provisión de productos de banca-seguros, tras un acuerdo entre Hellenic Bank y American Life Insurance Company (Alico AIG Life - ahora MetLife Alico). Hellenic Bank abre seis nuevas oficinas en Grecia.

- 2001: Hellenic Bank (Investments) Ltd lanza un servicio electrónico de comercialzación de acciones, HBI eTrade. También entra en un acuerdo con Bloomberg para proporcionar información diaria de mercado de la bolsa de Chipre a inversores extranjeros.

- 2003: Adopción de un Código de Gobernanza Corporativa e implementación de una nueva estructura organizacional. Integración de las subsidiarias de seguros el grupo “Pancyprian Insurance Ltd” y “Ledra Insurance Ltd” bajo Pancyprian Insurance Ltd. Hellenic Bank Investments Ltd obtiene una licencia de la Comisión de Valores y Mercado para operar como Cyprus Financial Services Company. Lanzamiento de un Banca Electrónica para negocios.

- 2004: Hellenic Bank abre nueve sucursales en Grecia. Apertura de la nueva sede en Nicosia. Adopción del EFQM (European Foundation for Quality Management).

- 2007: Hellenic Bank adquiera “Athena Cyprus Investment Fund Ltd”, convirtiéndola en una subsidiaria del Grupo.

- 2009: Hellenic Bank abre una oficina representativa en Ucrania, y establece una subsidiaria en Moscú.

- 2010: Hellenic Bank supera las pruebas de esfuerzo bancarias de la Unión Europea. Con este ejercicio, llevado a cabo por iniciativa del banco, se asegura de que dispone de una saludable posición financiera, manteniendo su fortaleza de capital incluso en los peores escenarios.

- 2011: Hellenic Bank opera su primera sucursal en la capital rusa, ofreciendo plenas operaciones bancarias el 11 de enero de 2011.

- 2013: El 25 de marzo de 2013 Hellenic Bank vende sus sucursales griegas a Piraeus Bank.